# Geras (mitología)

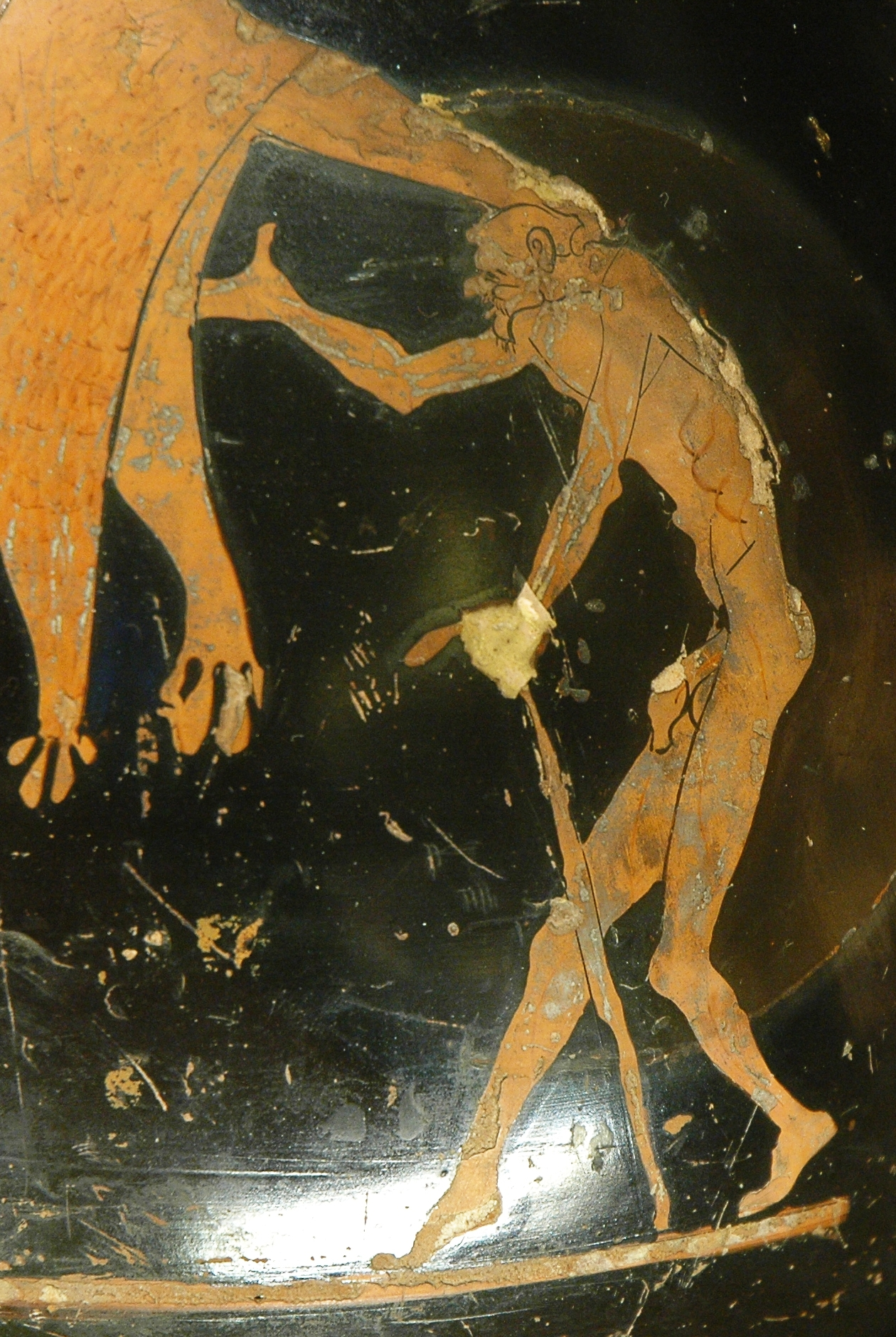
Geras, detalle de vasija ateniense, 480 a. C.–470 a. C. aprox, Museo del Louvre.

En la mitología griega, Geras (Γῆρας / Gễras) era la personificación de la vejez y era tenido como compañero y preludio inevitable de Tánatos, la muerte. Su opuesta, lógicamente, era Hebe, la diosa de la juventud. Su equivalente en la mitología romana era Senectus.

## Representación
Se le representaba como un anciano encogido y arrugado, y posteriormente como una triste mujer apoyada en un báculo y con una copa que mira a un pozo donde hay un reloj de arena, alegoría del poco tiempo que le queda de vida. Algunas vasijas del siglo V a. C. muestran una escena de Geras con Heracles. Al perderse el relato que pretendían plasmar se ha interpretado como una alegoría de la victoria del héroe sobre la vejez (Heracles murió joven) en las vasijas en las que se le pintaba manifiestamente superior a Geras e incluso asiéndole de los cabellos; o como un intento del héroe de conocer qué era hacerse viejo (en una vasija en la que ambos aparecen hablando en posición de igualdad).

## Características
Como muchos de los dioses oscuros, era hijo de la Noche, sola o con Érebo. Los autores antiguos resaltaban su inmisericordia, pues solo los dioses estaban libres de su poder destructor y se decía que solo Afrodita sabía cómo posponer sus efectos. Un ejemplo de este ensañamiento es la historia de Titono, el amante al que Eos hizo inmortal, pero olvidándose de hacerlo eternamente joven. Con el tiempo Titono se convirtió en una masa decrépita de huesos y piel que suplicaba se le diera muerte. Fue abandonado por su amada y acabó convirtiéndose en una cigarra. Este poder de Geras sobre los mortales influyó en sus relaciones amorosas con dioses, como la de Afrodita, que no se permitió amar a Eneas más de una noche, o Marpesa, que rechazó a Apolo para que no le abandonase cuando llegara a vieja.
Los dioses respetaban a Geras, pues querían recibir sus honores y valoraban la experiencia que aportaba la vejez, por eso le permitían morar en el Olimpo. También se le veía como el que ponía punto final a las tiranías y los hechos injustos que Geras hacía que no fueran eternos. Sin embargo, sus lógicos efectos de debilidad y decadencia eran temidos y aborrecidos por todos.
Algunos autores afirman que cuando Zeus castigó a los hombres enviándoles a Pandora, la primera mujer, quiso extender su maldición y envió con ella a Geras, de tal forma que los hombres, por miedo a llegar a viejos sin la ayuda de sus hijos, no evitaran el contacto con las mujeres y escaparan al castigo. 
Geras tenía un templo en Atenas y un altar en Cádiz, donde la profunda religiosidad de sus habitantes les hacía rendir culto incluso a la muerte.